# 북대서양 습윤 혼합림
북대서양 습윤 혼합림(The North Atlantic moist mixed forests)은 서북유럽의 온대 활엽수혼합림이다. 아일랜드와 스코틀랜드 서부 및 북부 해안과 헤브리데스 제도, 북해 삼제도(셰틀랜드, 오크니, 페로)에 해당한다. 심각한 서식지 파괴를 겪고 있다.
식물상은 다음과 같다.
- 반북방수 송림: 구주소나무가 우세하며 낙엽활엽수들이 섞여 있음.
- 대서양 관목지: 낮은키 관목, 벼과식물, 초본, 이끼로 구성된다. 건조 관목지는 칼루나, 유럽구석남, 십자잎구석남, 유럽블루베리가 우세하고, 습한 관목지는 십자잎구석남, 습원소귀나무, 사슴풀, 보라습원풀이 우세하다.[5]
- 스코틀랜드 중북부의 호우영양성 이탄지.

동물로는 붉은여우, 오소리, 유럽노루, 붉은사슴, 외양간올빼미 등이 있다.
스코틀랜드 서부와 아일랜드 서부의 북대서양 습윤 혼합림은 탈산림화와 수렵으로 인해 심각한 서식지 파괴를 겪었다. 과거에는 회색늑대, 멧돼지, 갈색곰, 유럽들소, 스라소니, 타르판, 검독수리도 서식했지만 지금은 볼 수 없어졌다. 세계야생생물기금(WWF)에서는 북대서양 습윤 혼합림의 보존상태를 위급/위기(critical/endangered)로 분류하고 있다.

## 같이 보기
- 생물 다양성
- 생물다양성 실행 계획
- 보전생물학